# Glyptosternon maculatum
Glyptosternon maculatum es una especie de peces de la familia Sisoridae en el orden de los Siluriformes.

## Morfología
Los machos pueden llegar alcanzar los 25,5 cm de longitud total.

## Hábitat
Es un pez de agua dulce y de clima tropical.

## Distribución geográfica
Se encuentran en Asia:  cuenca del río Brahmaputra en Sikkim, la India y el Tíbet.